# Reacción de Staudinger
La reacción de Staudinger o reducción de Staudinger es una reacción química en la cual una azida se combina con una fosfina o un fosfito para producir un intermediario iminofosforano. Si la reacción se combina  con la hidrólisis de un aza-iluro se produce un óxido de fosfina y una amina, con desprendimiento de nitrógeno gaseoso. Este método se puede utilizar para sintetizar aminas primarias. La reacción fue nombrada por el químico Hermann Staudinger. 
Un ejemplo de la reacción de Staudinger reduction es la síntesis de la 1-[3,5-bis(aminometil)-2,4,6-trietilfenil]metanamina:

## Mecanismo de reacción
La trialquilfosfina ataca el nitrógeno terminal de la azida, formándose así una fosforazida, la cual forma un estado de transición cíclico de 4 miembros. Éste se descompone en nitrógeno gaseoso y un iminofosforano, el cual se hidroliza para formar la amina y el óxido de trifenilfosfina.

## Ligación de Staudinger
Fue desarrollada por Saxon y Bertozzi en el año 2000. Es una modificación de la reacción clásica de Staudinger  en donde una trampa electrofílica (por lo general un éster metílico) se reemplaza por la diarilfosfina En medio acuoso, el intermediario aza-iluro transpone para producir una unión amida y el óxido de fosfina, y  también esta reacción es llamada ligación de Staudinger porque se ligan las dos moléculas al final, mientras que en la reacción de Staudinger clásica , los dos productos no se unen covalentemente después de la hidrólisis. El esquema general para la ligadura de Staudinger se muestra a continuación:

### Aplicaciones
La ligación de Staudinger tiene aplicaciones en síntesis de derivados de biomoléculas. Un ejemplo es la creación de un enlace entre un nucleósido y un marcador fluorescente: